# Dime que no es verdad
Dime que no es verdad es una comedia romántica estadounidense protagonizada por Chris Klein y Heather Graham sobre dos amantes que descubren que son hermanos.

## Argumento
Gilly Noble (Chris Klein), es un joven, trabajador de la perrera, que se enamora de Jo Wingfield (Heather Graham), una chica que llega nueva al pueblo.
Jo comienza a trabajar temporalmente en la peluquería, y aunque no es muy buena Gilly no duda en dejar su pelo en manos de Jo, quien le corta una oreja. A partir de ahí los dos chicos comienzan una fantástica relación que hubiese acabado en boda de no ser por la revelación que llegó a la familia y es que se descubre que Gilly y Jo son hermanos (cosa que no se descubrió debido a que Gilly fue dado en adopción).
Tras un año más o menos Jo se va a casar con un antiguo y rico pretendiente, pero aparece en la casa de los Wingfrield (en la que ahora vive Gilly con los padres de Jo), el verdadero hijo de la madre de Jo. Pero como la madre de Jo desea que su hija se case con su rico prometido le oculta esta noticia a su hija e intenta por todos los medios que Gilly no llegue a tiempo para que se cancele la boda de Jo. Así comienza un viaje por parte de Gilly lleno de obstáculos, entre ellos el verdadero hijo de los Wingfrield y una vaca muy pesada, para llegar a tiempo de casarse con el amor de su vida.

## Ficha Artística
- Heather Graham - Josephine "Jo" Wingfield
- Chris Klein - Gilbert "Gilly" Noble
- Orlando Jones - Dig McCaffey
- Sally Field - Valdine Wingfield
- Richard Jenkins - Walter Wingfield
- John Rothman - Larry Falwell
- Jack Plotnick - Leon Pitofsky